# Se, kärlet brast, och oljan är utgjuten
Se, kärlet brast, och oljan är utgjuten är en passionspsalm av Nathan Söderblom från 1928. Psalmen publicerades i 1937 års psalmbok och blev oförändrad intagen i 1986 års psalmbok. Vers 1 är inspirerad av en text av Karl von Gerok från 1857. Melodi av Patrik Vretblad 1938.
Texten syftar på hur en kvinna smorde Jesu huvud med dyrbar, välluktande olja strax innan hans lidande började. Judas Iskariot klagade på slöseriet och tyckte att hon borde ha gett pengarna till de fattiga i stället, men Jesus tog henne i försvar (Matt. 26:6-13, Mark. 14:3-9, Joh. 12:1-8).

## Publicerad som
- Nr 72 i 1937 års psalmbok under rubriken "Passionstiden".
- Nr 445 i 1986 års psalmbok under rubriken "Fastan".
- Nr 82 i Finlandssvenska psalmboken 1986 under rubriken "Fastetiden".